# Krzysztof Korzeniewski
Krzysztof Korzeniewski (ur. 23 lutego 1930, zm. 28 października 2001) – prof. dr hab., polski oceanograf.

## Życiorys
Specjalizował się w hydrochemii, oceanografii chemicznej, ochronie środowiska morskiego. Pracował w Instytucie Oceanografii Uniwersytetu Gdańskiego oraz Instytucie Biologii i Ochrony Środowiska Pomorskiej Akademii Pedagogicznej w Słupsku. Był członkiem Komitetu Badań Morza Polskiej Akademii Nauk. W 1993 odznaczony Krzyżem Kawalerskim Orderu Odrodzenia Polski. W 1995 roku został odznaczony Medalem im. Profesora Kazimierza Demela.

## Ważniejsze publikacje
- Badania sozologiczne w brzegowej strefie Bałtyku polskiego wybrzeża środkowego (1978)
- Hydrochemia (1986)
- Podstawy oceanografii chemicznej (1990)
- Chemia atmosfery (wraz z Lucyną Falkowską, 1995)
- Ochrona środowiska morskiego (1998)